# Who Do You Think You Are (single)
Who do you think you are is een single van Candlewick Green. Het is afkomstig van hun album What kind of songs. De schrijvers van het lied waren Clive Scott en Des Dyer, het hart van Jigsaw. Jigsaw bracht het nummer uit in Europa, maar in thuisland werd het gegund aan Candlewick Green, dat met het lied hun enige hitje scoorde in Nederland en het Verenigd Koninkrijk.
Saint Etienne nam het ook op en bracht het als losse single uit met een aantal remixen van hetzelfde nummer, waaronder een vermeld als albumversie. Wel verscheen het als zodanig op het verzamelalbum You need a mess to stand alone uit 1993.

## Hitnotering

### Nederlandse Top 40
| Hitnotering: week 16 t/m 19 in 1974 | Hitnotering: week 16 t/m 19 in 1974 | Hitnotering: week 16 t/m 19 in 1974 | Hitnotering: week 16 t/m 19 in 1974 | Hitnotering: week 16 t/m 19 in 1974 | Hitnotering: week 16 t/m 19 in 1974 |
| Week:                               | 1                                   | 2                                   | 3                                   | 4                                   |                                     |
| ----------------------------------- | ----------------------------------- | ----------------------------------- | ----------------------------------- | ----------------------------------- | ----------------------------------- |
| Positie:                            | 36                                  | 25                                  | 25                                  | 37                                  | uit                                 |

### NederlandseDaverende 30
| Hitnotering: 27-4-1974 t/m 10-5-1974 | Hitnotering: 27-4-1974 t/m 10-5-1974 | Hitnotering: 27-4-1974 t/m 10-5-1974 | Hitnotering: 27-4-1974 t/m 10-5-1974 |
| Week:                                | 1                                    | 2                                    |                                      |
| ------------------------------------ | ------------------------------------ | ------------------------------------ | ------------------------------------ |
| Positie:                             | 25                                   | 30                                   | uit                                  |

### UK Singles Chart
| Hitnotering: 23-2-1974 t/m 19-4-1974 | Hitnotering: 23-2-1974 t/m 19-4-1974 | Hitnotering: 23-2-1974 t/m 19-4-1974 | Hitnotering: 23-2-1974 t/m 19-4-1974 | Hitnotering: 23-2-1974 t/m 19-4-1974 | Hitnotering: 23-2-1974 t/m 19-4-1974 | Hitnotering: 23-2-1974 t/m 19-4-1974 | Hitnotering: 23-2-1974 t/m 19-4-1974 | Hitnotering: 23-2-1974 t/m 19-4-1974 | Hitnotering: 23-2-1974 t/m 19-4-1974 |
| Week:                                | 1                                    | 2                                    | 3                                    | 4                                    | 5                                    | 6                                    | 7                                    | 8                                    |                                      |
| ------------------------------------ | ------------------------------------ | ------------------------------------ | ------------------------------------ | ------------------------------------ | ------------------------------------ | ------------------------------------ | ------------------------------------ | ------------------------------------ | ------------------------------------ |
| Positie:                             | 50                                   | 44                                   | 28                                   | 21                                   | 24                                   | 22                                   | 40                                   | 48                                   | uit                                  |

### NPO Radio 2 Top 2000
Who Do You Think You Are stond alleen in 1999 in de NPO Radio 2 Top 2000, op plek 1986.